# ザ・ビッグ・リード
ザ・ビッグ・リード（The Big Read）は、2003年にBBCがイギリスで実施した本の調査で、イギリス国民から25万以上の票を得て、イギリスで最も愛されている小説を調査した。1年間にわたる調査は、これまでにおいて一般の読書傾向の単一テストとして最大規模だった。

## 類似のコンテスト
- ル・モンド20世紀の100冊